# (764) Gedania
(764) Gedania est un astéroïde de la ceinture principale.

## Caractéristiques
Il a été découvert le 26 septembre 1913 par l'astronome allemand Franz Kaiser depuis l'observatoire d'Heidelberg. Sa désignation provisoire était 1913 SU.
Gedania est le nom latin de la ville polonaise de Gdansk.
Les calculs d'après les observations de l'IRAS lui accordent un diamètre d'environ 58 kilomètres.